# Maksym Khvorost
Maksym Volodymyrovych Khvorost (en ukrainien : Максим Володимирович Хворост ; né le 15 juillet 1982 à Kharkiv) est un escrimeur ukrainien, pratiquant l'épée.

## Palmarès
- Championnats du monde d'escrime
  -  Médaille d'argent à l'épée individuelle aux Championnats du monde d'escrime 2003 à La Havane
  -  Médaille de bronze à l'épée par équipes aux Championnats du monde d'escrime 2005 à Leipzig
  -  Médaille de bronze à l'épée par équipes aux Championnats du monde d'escrime 2006 à Turin

- Championnats d'Europe d'escrime
  -  Médaille d'or à l'épée par équipes aux Championnats d'Europe d'escrime 2001 à Coblence
  -  Médaille de bronze à l'épée par équipes aux Championnats d'Europe d'escrime 2002 à Moscou
  -  Médaille d'argent à l'épée par équipes aux Championnats d'Europe d'escrime 2005 à Zalaegerszeg
  -  Médaille d'argent à l'épée par équipes aux Championnats d'Europe d'escrime 2010 à Leipzig
  -  Médaille de bronze à l'épée par équipes aux Championnats d'Europe d'escrime 2012 à Legnano
  -  Médaille de bronze à l'épée par équipes aux Championnats d'Europe d'escrime 2016 à Toruń